# Iriomote-jima
Iriomote (西表島 Iriomote-jima; Hán Việt: Tây Biểu đảo, tiếng Yaeyama: Irimutī, tiếng Okinawa: Iriumuti) là hòn đảo lớn nhất Quần đảo Yaeyama và là đảo lớn thứ hai của tỉnh Okinawa sau đảo Okinawa.
Diện tích đảo là 289 km². Dân số trên đảo ít hơn 2.000 người, và cơ sở hạ tầng chỉ giới hạn là một con đường ven biển đơn giản nối các xóm ở bờ bắc và bờ đông. Hòn đảo không có sân bay, khách đến tham quan, vốn lên tới 150.000 vào năm 2003 đến từ Ishigaki bằng phà. Về mặt hành chính đảo thuộc Thông Taketomi, Okinawa, Nhật Bản.

## Địa lý
Iriomote là một trong số ít những nơi thuộc Nhật Bản có khí hậu nhiệt đới và mưa nhiều (Af). Nhiệt độ trung bình năm là 23.4 °C (74.1 °F), và nhiệt độ tháng 1 là 18.5 °C (65.3 °F) và 28.4 °C (83.1 °F) vào tháng 7. Lượng mưa trung bình của Iriomote vào khoảng 2.500mm. Iriomote có một mùa bão nói chung từ tháng 6 đến tháng 10.
90% diện tích đảo là rừng nhiệt đới và cây đước. 80% diện tích đảo là đất công, và 34.3% diện tích đảo thuộc Vườn quốc gia Iriomote. Điểm cao nhất của đảo là Núi Komi (古見岳 Komidake) cao 470 mét. Cách Iriomote khoảng 21 km về phía tây bắc (24°33′29″B 124°00′00″Đ / 24,558°B 124°Đ) là một núi lửa hoạt động dưới đáy biển và từng phun trào lần cuối vào năm 1924; đỉnh cao nhất của núi là 200 m dưới mực nước biển.

## Hoang dã
Hòn đảo có tiếng với Mèo Iriomote (Prionailurus iriomotensis; tiếng Nhật: 西表山猫 Iriomote-yamaneko), một loài mèo hoang nguy hiểm chuyên hoạt động vào ban đêm chỉ tìm thấy tại Iriomote và được một số người coi là một loài riêng. Hiện nay, ước tính chỉ còn 100 con mèo Iriomote còn sống hoang dã.
Hòn đảo cũng có một loài rắn độc —Trimeresurus elegans, người dân địa phương gọi là habu, nếu bị loài vật này cắn thì tỉ lệ tử vong là 3% là tỉ lệ thương tật vĩnh viễn là 6–8%.

## Văn hóa
Phương ngữ Iriomote của tiếng Yaeyama được một số người dân trên đảo sử dụng

## Lịch sử
Cho đến khi kết thúc Thế chiến II, Iriomote nói chung không có người sinh sống do lo sợ về bệnh sốt rét. Đảo chủ yếu được sử dụng để làm nông nghiệp trồng lúa. Cộng thêm vào đó, trong chiến tranh, một số cư dân của Ishigaki đã ẩn náu để tránh bạo lực tại Iriomote và nhiều người trong số họ đã bị sốt rét. Sau chiến tranh, quân đội Hoa Kỳ đã diệt trừ bệnh sốt rét tại đảo. 

## Kinh tế
Ngoài du lịch, kinh tế trên đảo được duy trì nhờ các nông sản, chủ yếu là dứa, mía, xoài và đánh cá.

## Hình ảnh

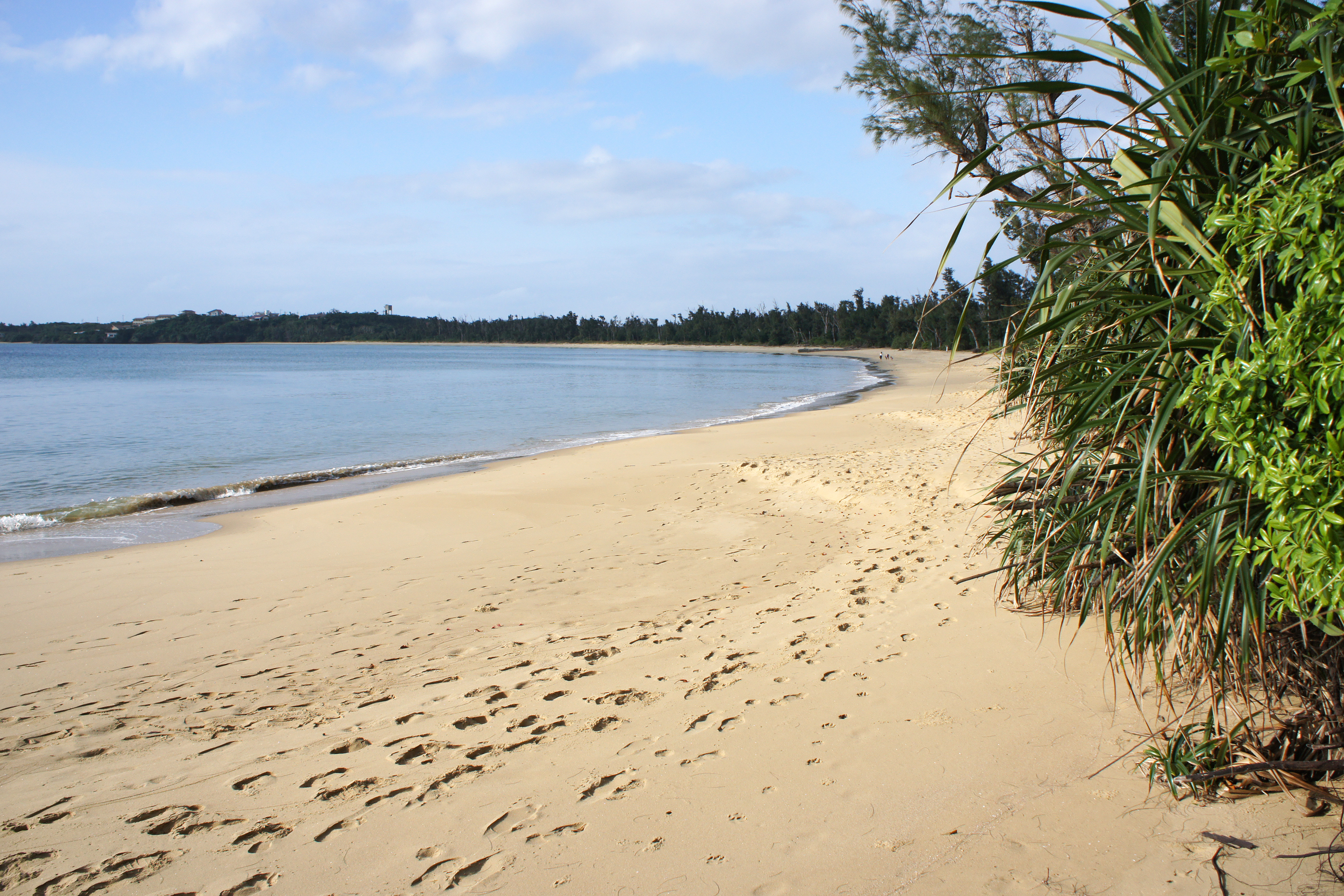
Tudumari-no-hama (Bãi biển Tsukigahama)
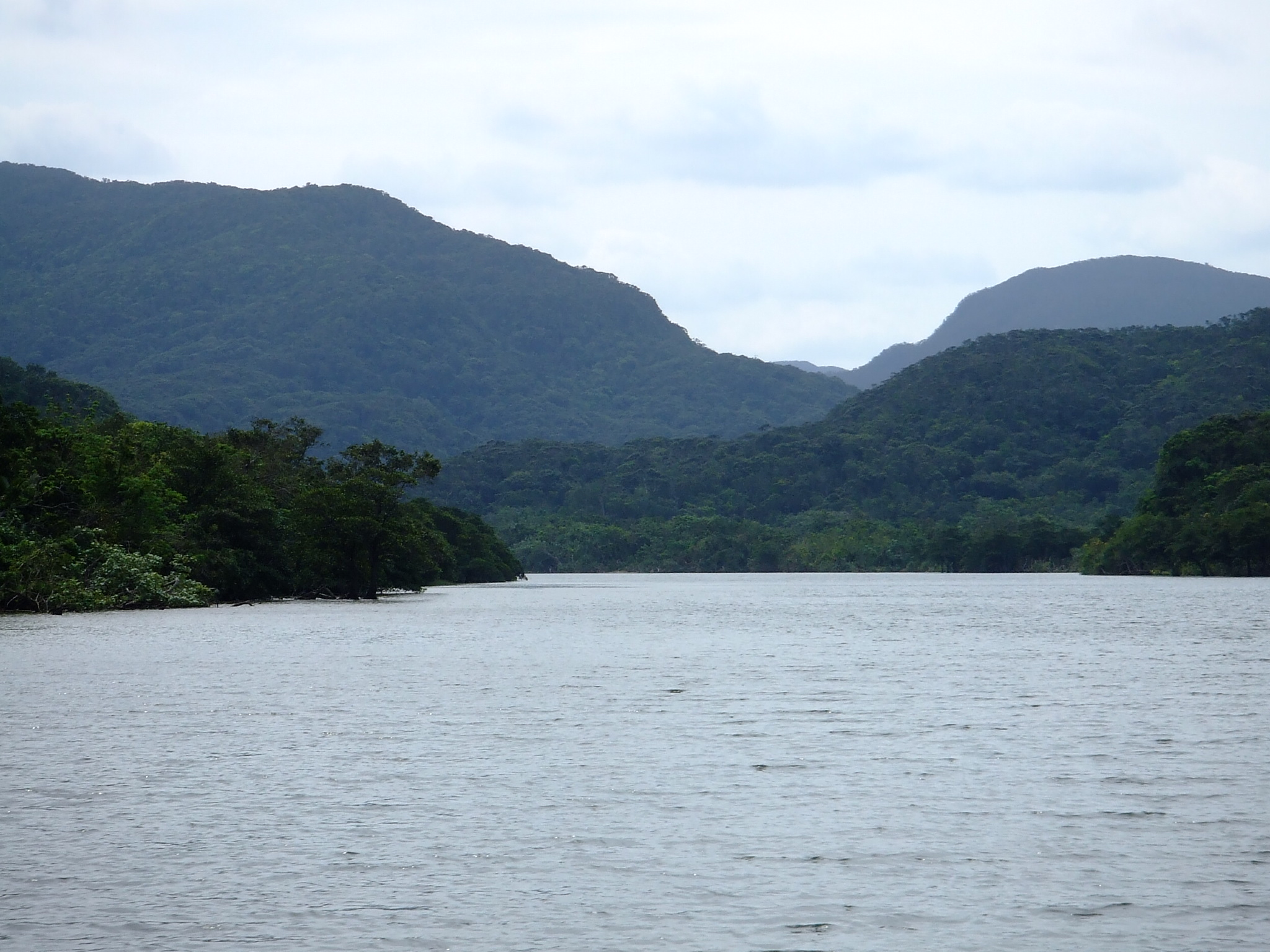
Urauchi-gawa: con sông lớn nhát tại Okinawa.
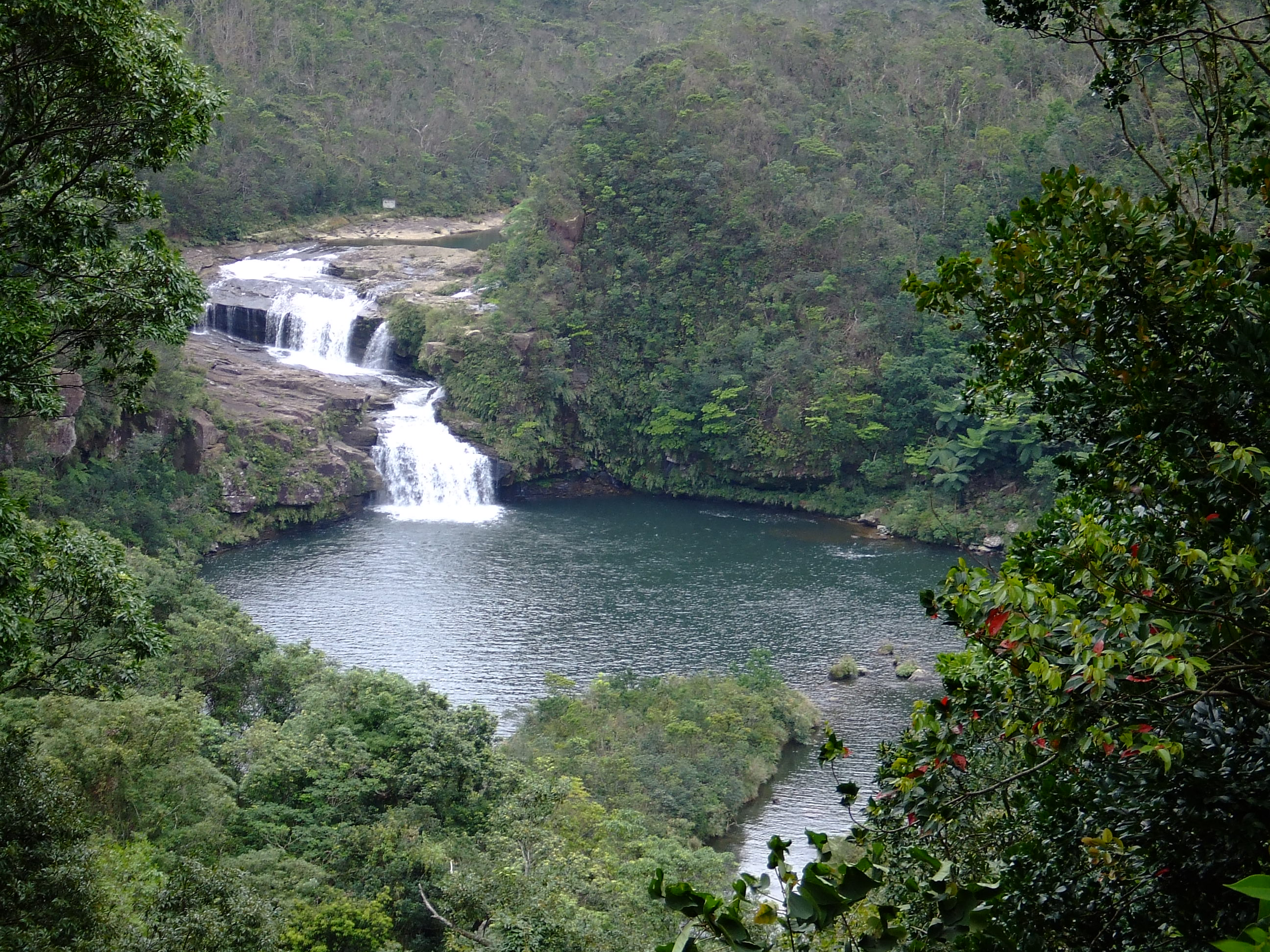
Mariyudō-no-taki: Thác ở Urauchi River.
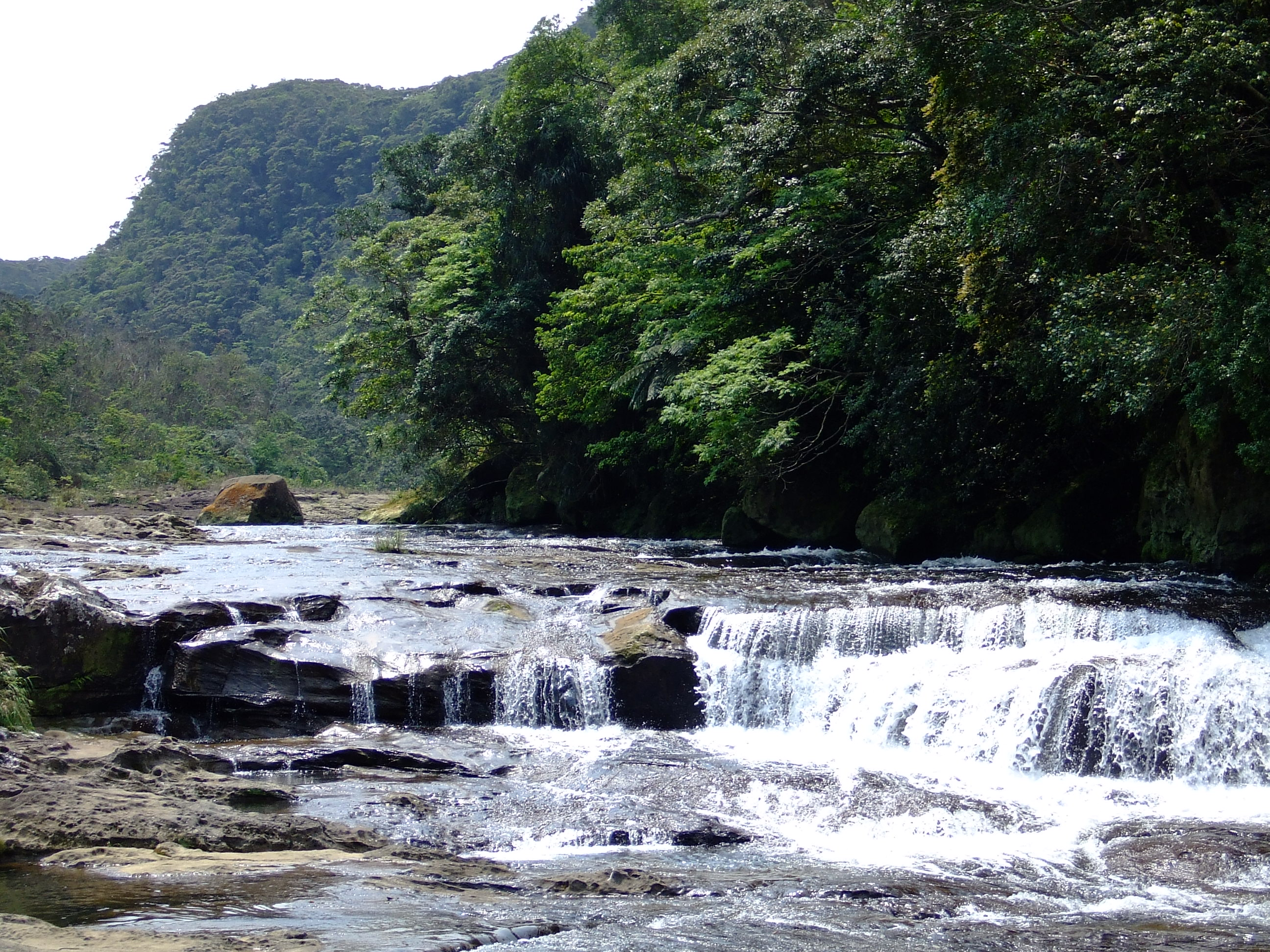
Kampire-no-taki: Một phần của thác Kampire trên Urauchi River.
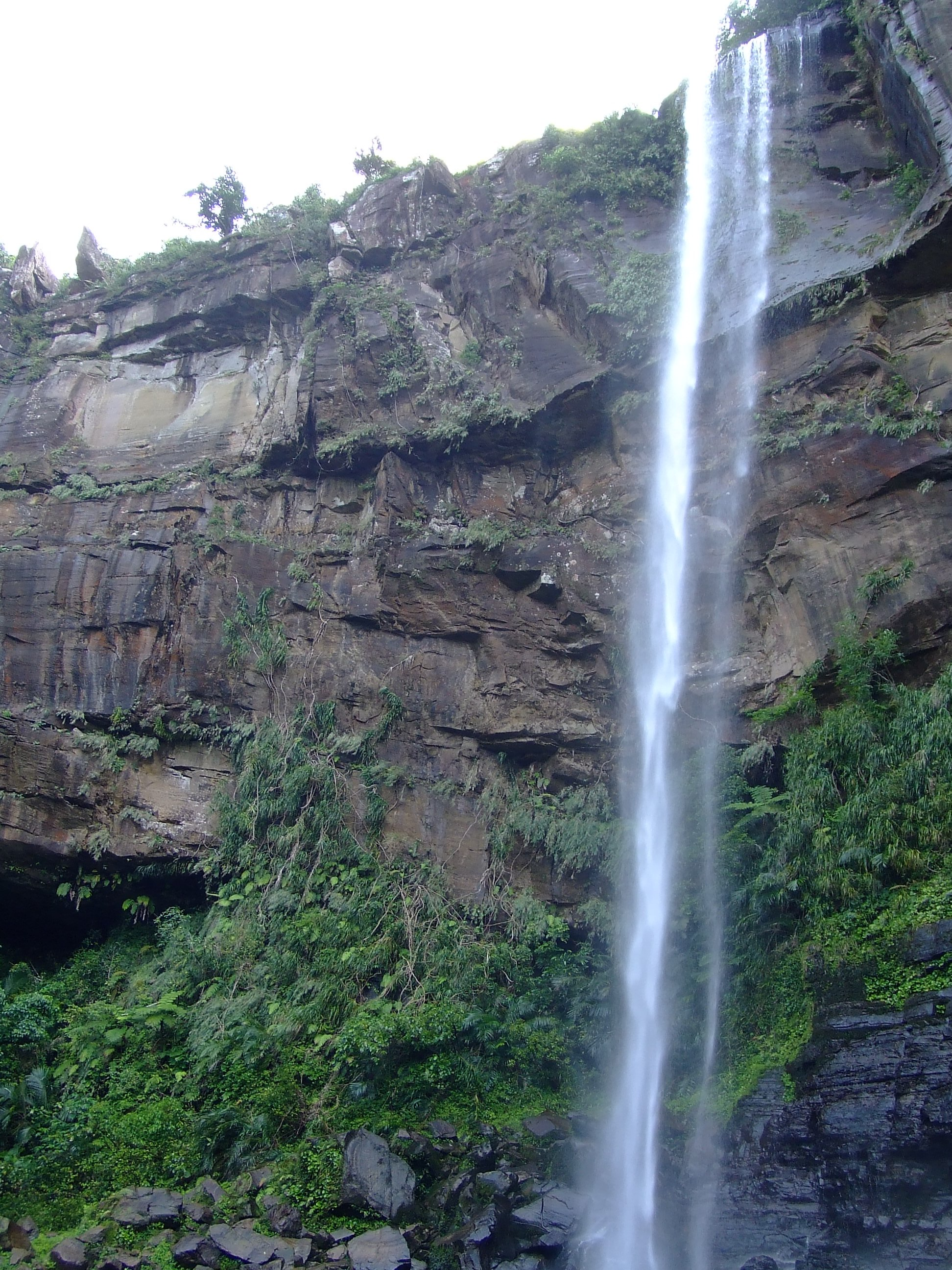
Pinaisara-no-taki: Thác nước ở phía bắc của đảo.
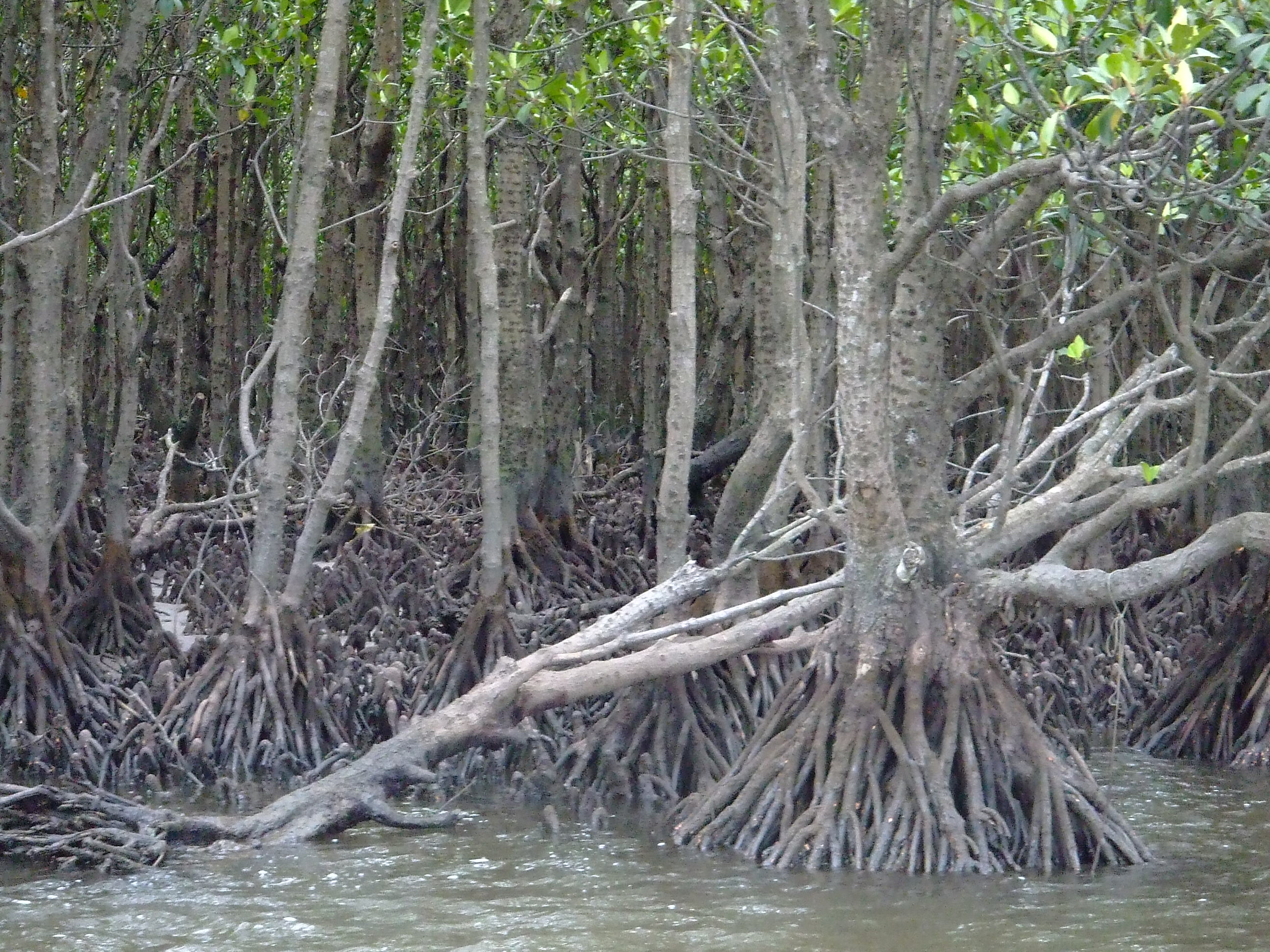
Mangrove trên sông Nakama
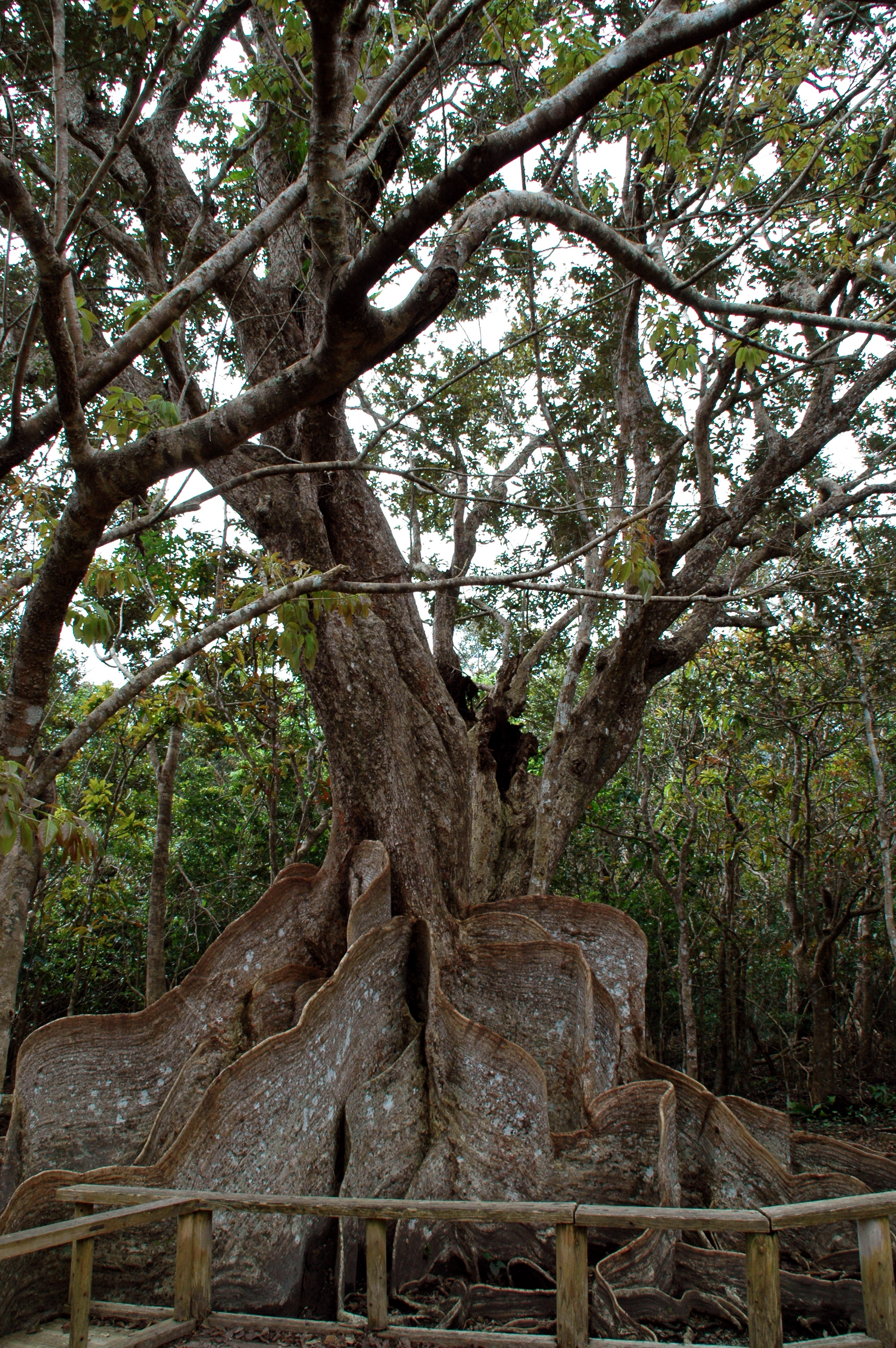
Sakishimasuou tree: Được cho là loại cây ngập mặn lớn nhất và lâu đời nhất ở Nhật Bản.
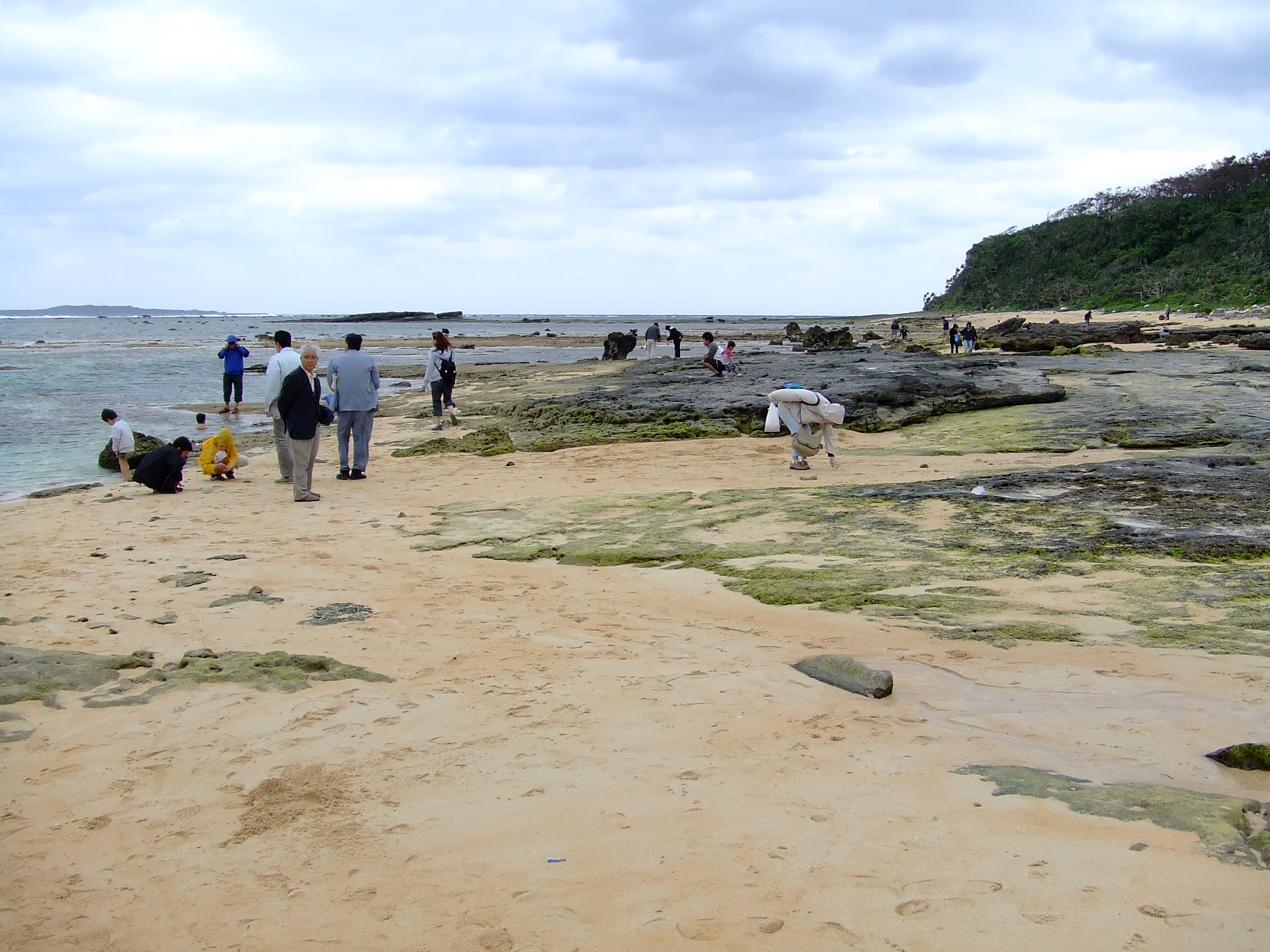
Hoshizuna-no-hama (Star Sand Beach): Những người đi biển đang tìm kiếm những hạt cát hình ngôi sao.
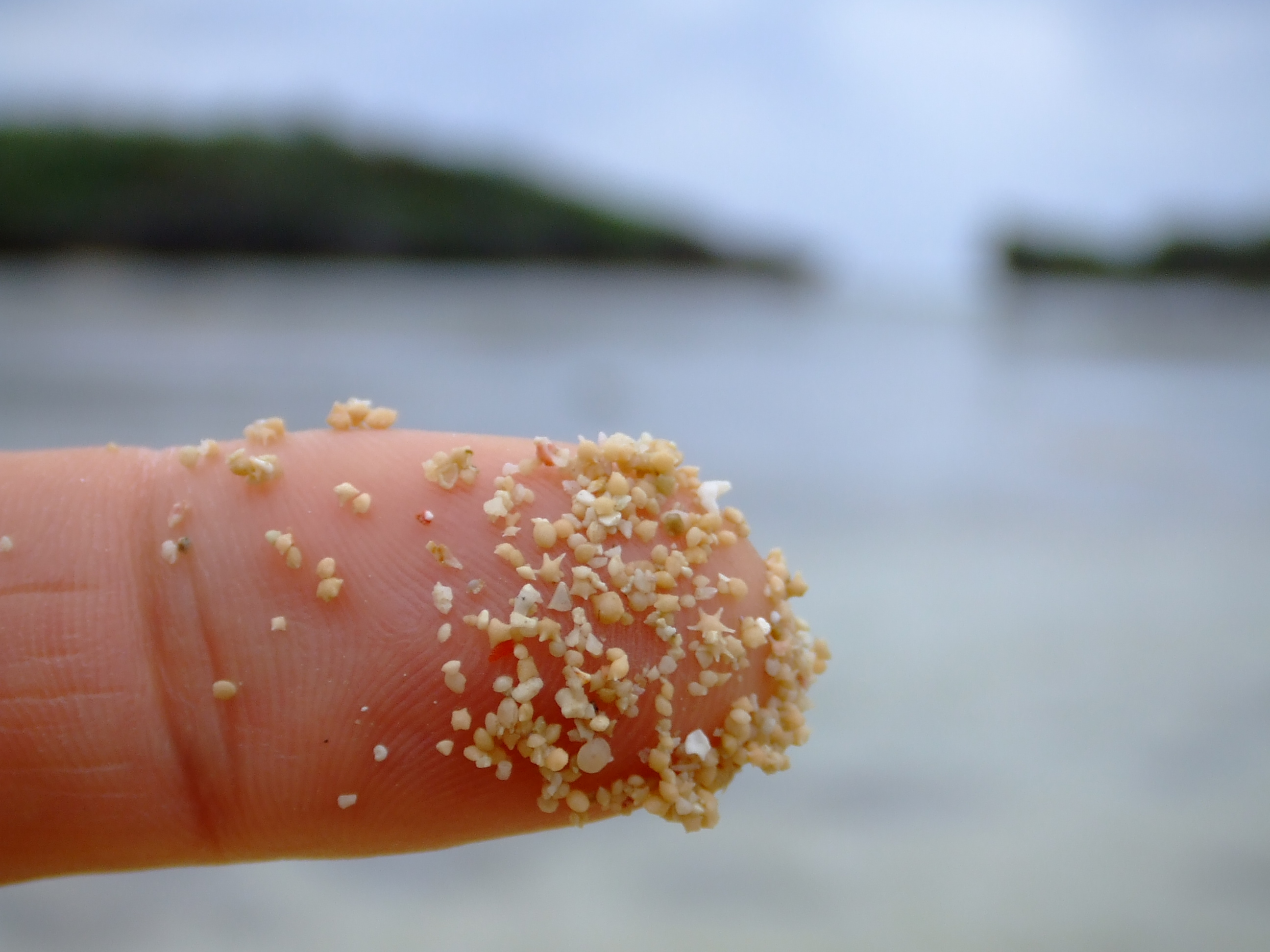
Star sand từ Hoshizuna-no-hama: Kiểm tra calci-cacbonat mài mòn của foraminifer từ các rạn san hô gần đó.